# Sebastián Palacios
Sebastián Palacios (Alberdi, Tucumán, Argentina, 20 de gener de 1992) és un futbolista argentí que juga en la posició de davanter a Boca Juniors.